# Gustav Langenscheidt

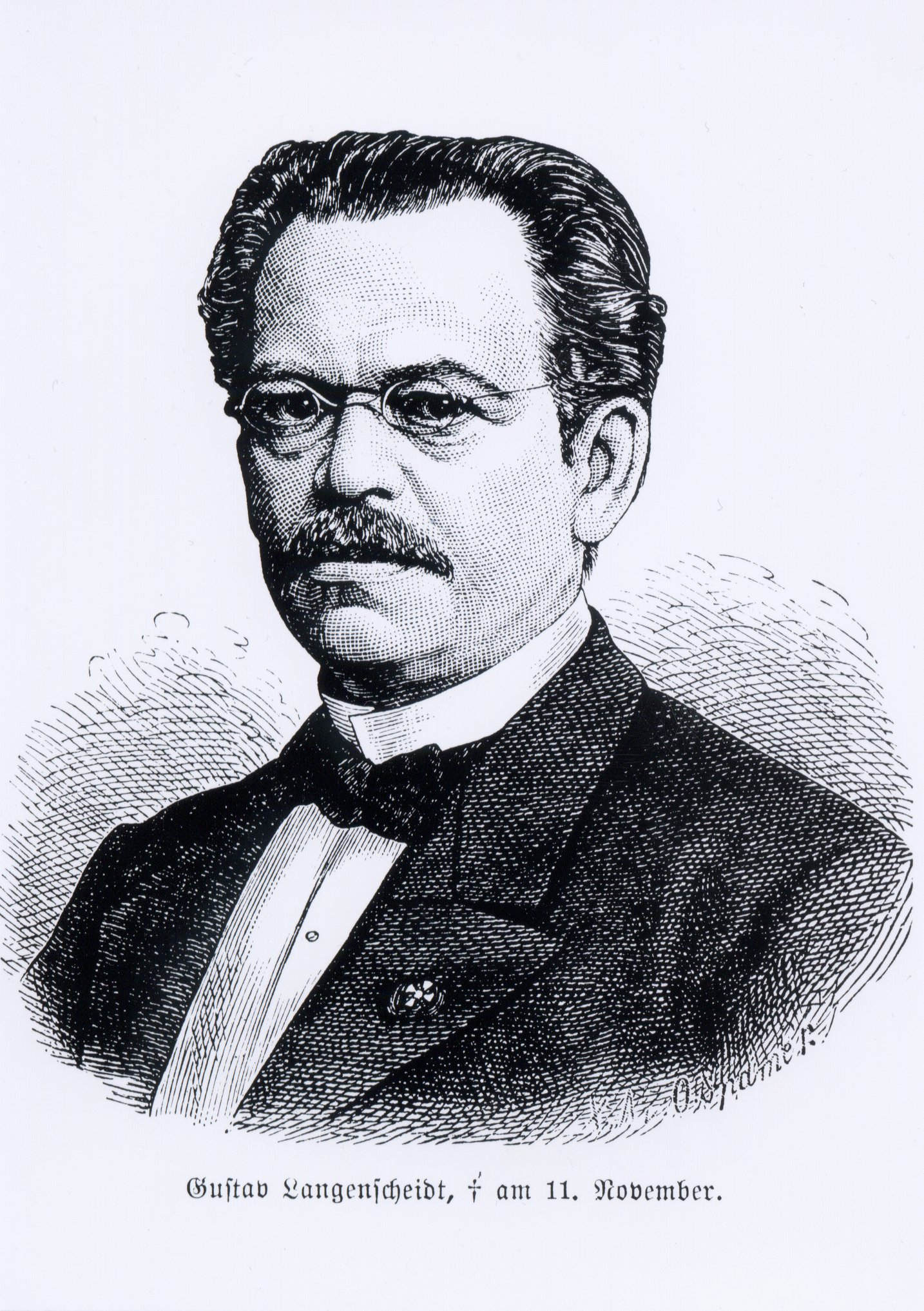
Gustav Langenscheidt

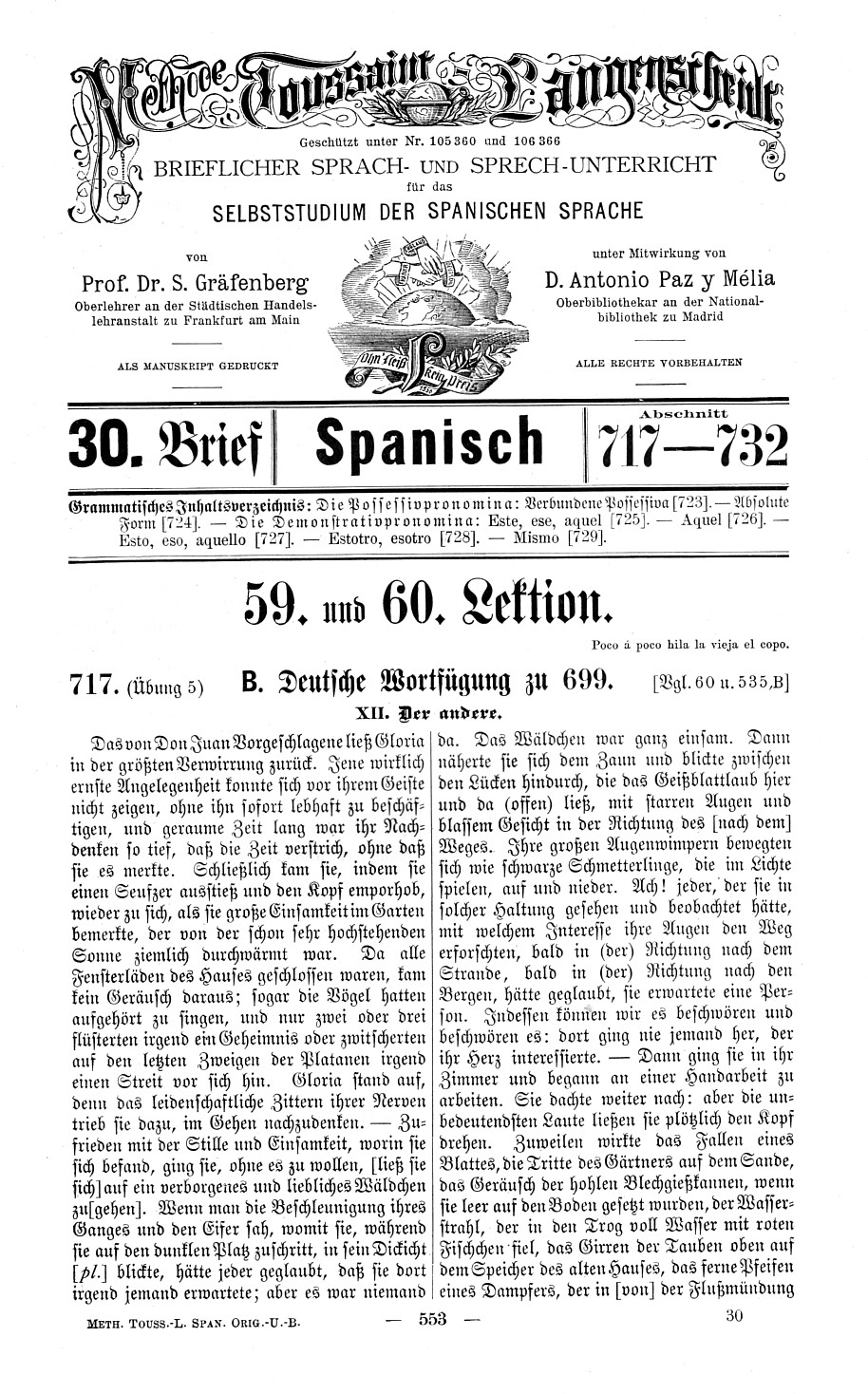
Beispieltitelblatt eines Sprachlernbriefs für Spanisch, Methode „Toussaint-Langenscheidt“

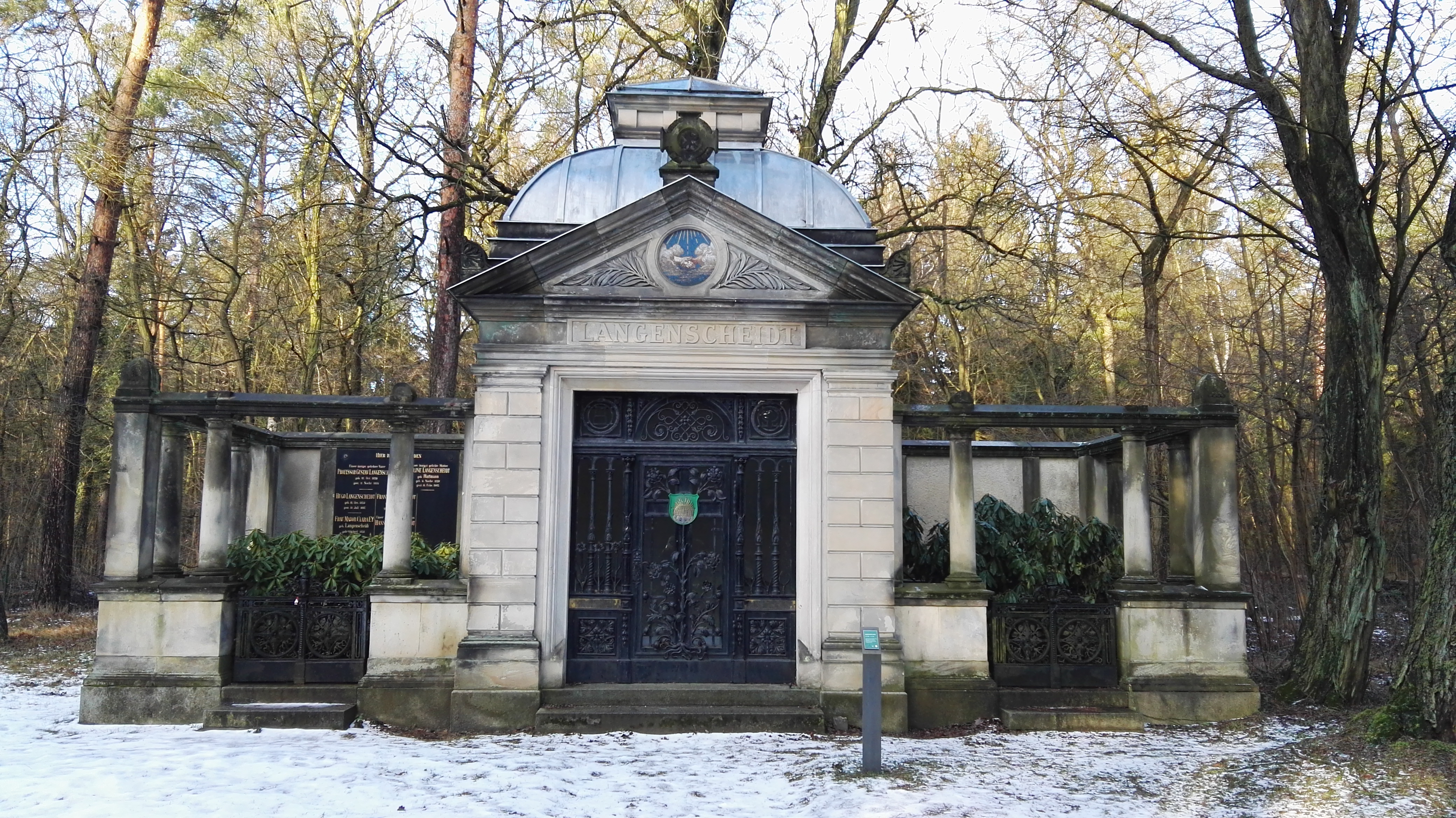
Langenscheidt-Mausoleum auf dem Südwestkirchhof Stahnsdorf

Gustav Langenscheidt (* 21. Oktober 1832 in Berlin; † 11. November 1895 ebenda) war ein deutscher Sprachlehrer und Verlagsbuchhändler. Er ist der Gründer der heutigen, im Sprachenlehr- und -lernbereich international bekannten Verlagsgruppe Langenscheidt.

## Leben
Langenscheidt war der Sohn des Dekorateurs Johann Ludwig Langenscheidt und dessen Ehefrau Sophie Caroline Schwartze. Nach erfolgreicher Beendigung seiner Schulzeit 1850 absolvierte Langenscheidt eine kaufmännische Ausbildung, die er bereits nach zwei Jahren ebenfalls erfolgreich abschloss.
Zwischen 1851 und Frühjahr 1853 bereiste Langenscheidt fast alle Nachbarländer Deutschlands und legte dabei – zu Fuß und mit der Postkutsche – rund 7000 Kilometer zurück. Nach seiner Rückkehr nach Deutschland trat er im Sommer 1853 in die Armee ein. Während seiner Zeit beim Militär beschäftigte sich Langenscheidt ausgiebig mit den verschiedenen Möglichkeiten des Erlernens der französischen Sprache.
Zusammen mit Charles Toussaint erarbeitete er eine Selbstlernmethode, die er 1856 unter dem Titel Unterrichtsbriefe zur Erlernung der französischen Sprache veröffentlichte. Die Idee einer solchen Unterrichtsmethode und vor allem den Vertrieb hatte sich Langenscheidt von William Cobbett abgeschaut. Da kein Verlag Interesse an diesem Unterrichtswerk zeigte, gründete Langenscheidt mit Wirkung vom 1. Oktober 1856 einen eigenen Verlag. Diese Unterrichtsbriefe erfreuten sich sehr großer Beliebtheit und Verbreitung, sodass Langenscheidt heute noch als „Vater des Fernunterrichts“ gelten kann.
1857 wurde Langenscheidt zum Hauptschreiber der 11. Infanterie-Brigade in Berlin ernannt und als solcher heiratete er in Berlin Pauline Hartmann. Mit ihr hatte er zwei Töchter und vier Söhne; darunter der Schriftsteller und Verleger Paul Langenscheidt, sowie Carl Georg Felix Langenscheidt, der später sein Nachfolger wurde.
Im Jahr 1861 veröffentlichte Langenscheidt zusammen mit Carl von Dalen und Henry Lloyd „englische Unterrichtsbriefe“ (ähnlich aufgebaut den französischen). Ab 1867 verfügte der Langenscheidt-Verlag über eigene Druckereien.
Ab 1869 arbeitete Langenscheidt mit Karl Sachs und Césaire Villatte zusammen an dem Encyklopädischen französisch-deutschen und deutsch-französischen Wörterbuch und konnte dies 1880 endlich veröffentlichen. 1874 wurde Langenscheidt der Titel Professor verliehen.
Ab 1891 entstand in enger Zusammenarbeit mit Eduard Muret und Daniel Sanders das englische Pendant, das Encyklopädische englisch-deutsche und deutsch-englische Wörterbuch. Die Veröffentlichung erlebte Langenscheidt nicht mehr, doch sein Nachfolger, sein Sohn Carl Georg, schaffte dies 1901.
Im Alter von nahezu 63 Jahren starb Gustav Langenscheidt am 11. November 1895 und wurde zunächst auf dem Alten St.-Matthäus-Kirchhof in Schöneberg beerdigt, erhielt dann 1939 (Umbettungen wegen Germania-Planungen) im Familiengrab auf dem Südwestkirchhof Stahnsdorf seine letzte Ruhestätte. Das Mausoleum der Familie befindet sich in der Abteilung „Umbettungen Alter St.-Matthäus-Kirchhof“. Eine Fassadengestaltung am Originalstandort vor 1939 erinnert an ihn.
Die Methode „Toussaint-Langenscheidt“ basierte auf der Grundlage des Sprachunterrichts von James Hamilton und Jean Joseph Jacotot. Revolutionär war dabei, dass der Schwerpunkt nicht mehr die Grammatik war, sondern die Lektüre und Kommunikation. Langenscheidt und Toussaint schufen zur Vereinfachung des Lernens eine neue Lautschrift für die Darstellung der Aussprache. Diese hatte bis zum Zweiten Weltkrieg ihre Gültigkeit und wurde erst danach durch die internationale Lautschrift (IPA) ersetzt.

## Ehrungen
Nach Langenscheidt sind in Berlin die Langenscheidtbrücke und die Langenscheidtstraße benannt, im Jahr 2010 wurde die Riesengebirgs-Oberschule in Gustav-Langenscheidt-Schule umbenannt.

## Werke
- Naturgeschichte des Berliners. Zugleich ein Spaziergang durch das alte Berlin von 1739. Für Einheimische und Fremde. Langenscheidt’sche Verlags-Buchhandlung, Berlin 1878
  - Neuausgabe mit dem Titel Wer sind die Berliner? Comino, Berlin 2018, ISBN 978-3-945831-12-0